# Qatars MotoGP 2005
Qatars MotoGP 2005 kördes den 1 oktober på Losail International Circuit.

## MotoGP

### Slutresultat
| Plats | Förare            | Märke    | Grid | Kvaltid  |
| ----- | ----------------- | -------- | ---- | -------- |
| 1     | Valentino Rossi   | Yamaha   | 3    | 1.57,360 |
| 2     | Marco Melandri    | Honda    | 5    | 1.57,468 |
| 3     | Nicky Hayden      | Honda    | 8    | 1.57,872 |
| 4     | Colin Edwards     | Yamaha   | 4    | 1.57,447 |
| 5     | Sete Gibernau     | Honda    | 2    | 1.56,994 |
| 6     | Carlos Checa      | Ducati   | 6    | 1.57,481 |
| 7     | Shinya Nakano     | Kawasaki | 7    | 1.57,697 |
| 8     | Toni Elías        | Yamaha   | 9    | 1.57,902 |
| 9     | Alex Barros       | Honda    | 14   | 1.59,084 |
| 10    | Loris Capirossi   | Ducati   | 1    | 1.56,917 |
| 11    | Kenny Roberts Jr. | Suzuki   | 11   | 1.58,329 |
| 12    | Roberto Rolfo     | Ducati   | 15   | 1.59,392 |
| 13    | Shane Byrne       | Honda    | 17   | 2.00,097 |
| 14    | Rubén Xaus        | Yamaha   | 16   | 1.59,482 |
| 15    | James Ellison     | Blata    | 18   | 2.00,909 |
| 16    | Franco Battaini   | Blata    | 19   | 2.01,678 |
| 17    | John Hopkins      | Suzuki   | 12   | 1.58,527 |
| 18    | Makoto Tamada     | Honda    | 10   | 1.58,317 |
| 19    | Max Biaggi        | Honda    | 13   | 1.58,622 |